# Tim Walz
Timothy James Walz (West Point, Nebraska, 6 de abril de 1964), conocido como Tim Walz, es un político progresista estadounidense perteneciente al Partido Demócrata, que actualmente se desempeña como gobernador de Minnesota desde 2019. Fue previamente miembro de la Cámara de Representantes de Estados Unidos en representación del primer distrito de Minnesota de 2007 a 2019. También ha sido suboficial del ejército estadounidense y docente.
Se unió a la Guardia Nacional del Ejército y trabajó en agricultura, manufactura y enseñanza después de la secundaria. Posteriormente se graduó en Chadron State College en Nebraska para luego mudarse a Minnesota en 1996. Antes de postularse para el Congreso, trabajó como profesor de estudios sociales en el distrito escolar de Mankato. En 2006, fue elegido miembro de la Cámara de Representantes de los Estados Unidos para el primer distrito del congreso de Minnesota, derrotando al entonces titular republicano durante seis mandatos, Gil Gutknecht. Su distrito consiste en una sección mayoritariamente rural, del sur de Minnesota situada a lo largo de la frontera con Iowa. Walz fue reelegido cinco veces en el cargo hasta retirarse en 2019 tras ser elegido gobernador.
El 6 de noviembre de 2018, Walz fue elegido gobernador de Minnesota, derrotando al republicano, el comisionado del condado de Hennepin, Jeff Johnson por una diferencia de 11,41 puntos. Fue reelegido en 2022, derrotando al candidato republicano Scott Jensen con una diferencia inferior de 7,66 puntos.
La prensa estadounidense lo mencionó como posible compañero de candidatura de Kamala Harris en su campaña presidencial de 2024. Finalmente, el 6 de agosto de 2024, fue elegido por Kamala Harris como su compañero de candidatura.

## Juventud y educación
Timothy James Walz nació el 6 de abril de 1964 en West Point, Nebraska, hijo de Darlene Rose (de soltera Reiman) y James F. Walz, administrador de una escuela pública. Walz y sus tres hermanos crecieron en Valentine, Nebraska, una comunidad rural en la parte noroeste del estado. Mientras Walz estaba en la escuela secundaria, a su padre le diagnosticaron cáncer de pulmón. Su familia se mudó a Butte, Nebraska en su segundo año para estar más cerca de los familiares de sus padres.
Walz se graduó de Butte High School en 1982 con una clase de 25 estudiantes. Un año después, su padre murió. En 1989, obtuvo una licenciatura en educación de ciencias sociales del Chadron State College. En 2001, Walz obtuvo una Maestría universitaria en ciencias en liderazgo escolar de la Universidad Estatal de Minnesota.

## Carrera

### Carrera docente
Después de la secundaria, Walz trabajó en agricultura y manufactura, y sirvió en la Guardia Nacional. Posteriormente fue a la universidad y obtuvo un título de profesor como su padre. Después de graduarse en la Chadron State College, aceptó un puesto docente durante un año en WorldTeach en China. Después de regresar, Walz aceptó un trabajo enseñando y entrenando en Alliance, Nebraska, donde conoció a su esposa, Gwen Whipple, una compañera profesora. Él y Gwen se casaron en 1994 y se mudaron dos años más tarde a Mankato en Minnesota, el estado natal de su esposa, donde trabajó como profesor de geografía y entrenador en Mankato West High School. Entrenó al equipo de fútbol hasta su primer campeonato estatal en 1999. En 1999, Walz aceptó ser el asesor docente de la primera alianza gay-heterosexual en Mankato West High School. Walz y su esposa también dirigieron Educational Travel Adventures, que organizaba viajes educativos de verano para estudiantes de secundaria a China.

### Servicio militar

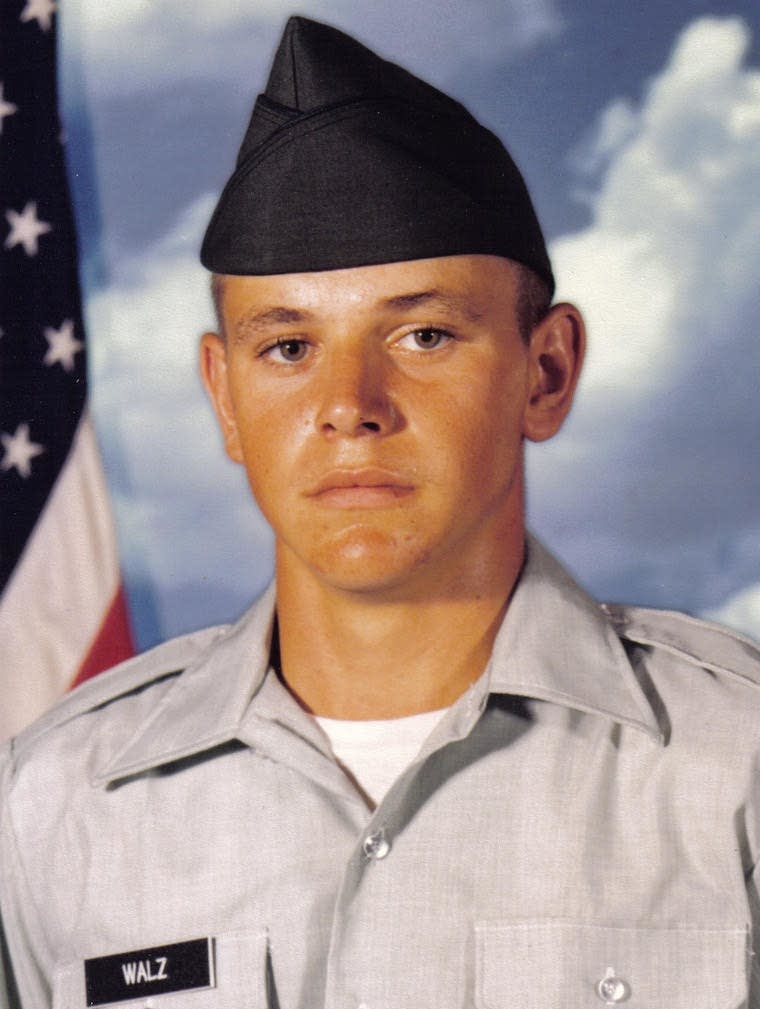
Walz durante el entrenamiento básico para la Guardia Nacional del Ejército en el verano de 1981 en Fort Benning, Georgia.

Con el apoyo de su padre, Walz se alistó en la Guardia Nacional del Ejército cuando cumplió 17 años. Su padre había servido en la guerra de Corea y pagó su título de educación con el G. I. Bill, y quería que su hijo tuviera la misma oportunidad.
Walz sirvió en la Guardia Nacional durante 24 años después de alistarse en 1981. Durante su carrera militar, ocupó puestos en Arkansas, Texas, el Círculo polar ártico, New Ulm (Minnesota) y otros lugares.  Se entrenó en artillería pesada.  Durante su servicio, trabajó en puestos de respuesta a desastres después de inundaciones y tornados y estuvo desplegado en el extranjero en servicio activo durante meses, aunque nunca entró en combate.  En 1989, obtuvo el título de Ciudadano-Soldado del Año de Nebraska. Después del 11 de septiembre fue enviado a Europa durante medio año para apoyar Operación Libertad Duradera-Afganistán.  Sus condecoraciones incluyeron la medalla de encomio del ejército y dos medallas de logros del ejército. Walz alcanzó el rango de sargento mayor de mando cerca del final de su servicio, pero se retiró como sargento mayor en 2005 con fines benéficos porque no completó los cursos en la Academia de sargentos mayores del ejército de EE. UU. 

## Cámara de Representantes de Estados Unidos

### Elecciones
Walz se ofreció como voluntario para la campaña presidencial de John Kerry en 2004, y pronto fue designado coordinador de la misma para su condado, así como coordinador de distrito de Vets for Kerry.  En 2005, Walz completó el curso de campañas y elecciones de dos días y medio en Camp Wellstone, un programa dirigido por Wellstone Action, la organización sin fines de lucro que Mark y David Wellstone crearon para continuar el trabajo de sus padres, Paul Wellstone y Sheila Wellstone. Posteriormente, Walz anunció su candidatura al Congreso en 2006. No tuvo oponente para la nominación del DFL en las elecciones primarias del 12 de septiembre. Derrotó al actual republicano Gil Gutknecht en las elecciones generales del 7 de noviembre y asumió el cargo el 3 de enero de 2007. Después de la elección, Politico describió a Gutknecht como alguien que había sido tomado «por sorpresa», y a Walz como alguien que «había decidido no dejarse atrapar nunca de esa manera... Se presentó como un moderado desde el primer día, construyó una oficina centrada en el servicio a los constituyentes y se ganó un nicho como defensor incansable de los veteranos».
Walz fue reelegido en noviembre de 2008 con el 62 % de los votos, convirtiéndose en el segundo no republicano en ganar un segundo mandato completo en el distrito. Ganó un tercer mandato en 2010, derrotando al representante estatal Randy Demmer con el 50 % de los votos. Fue reelegido nuevamente en 2012, 2014 y 2016.

### Mandato

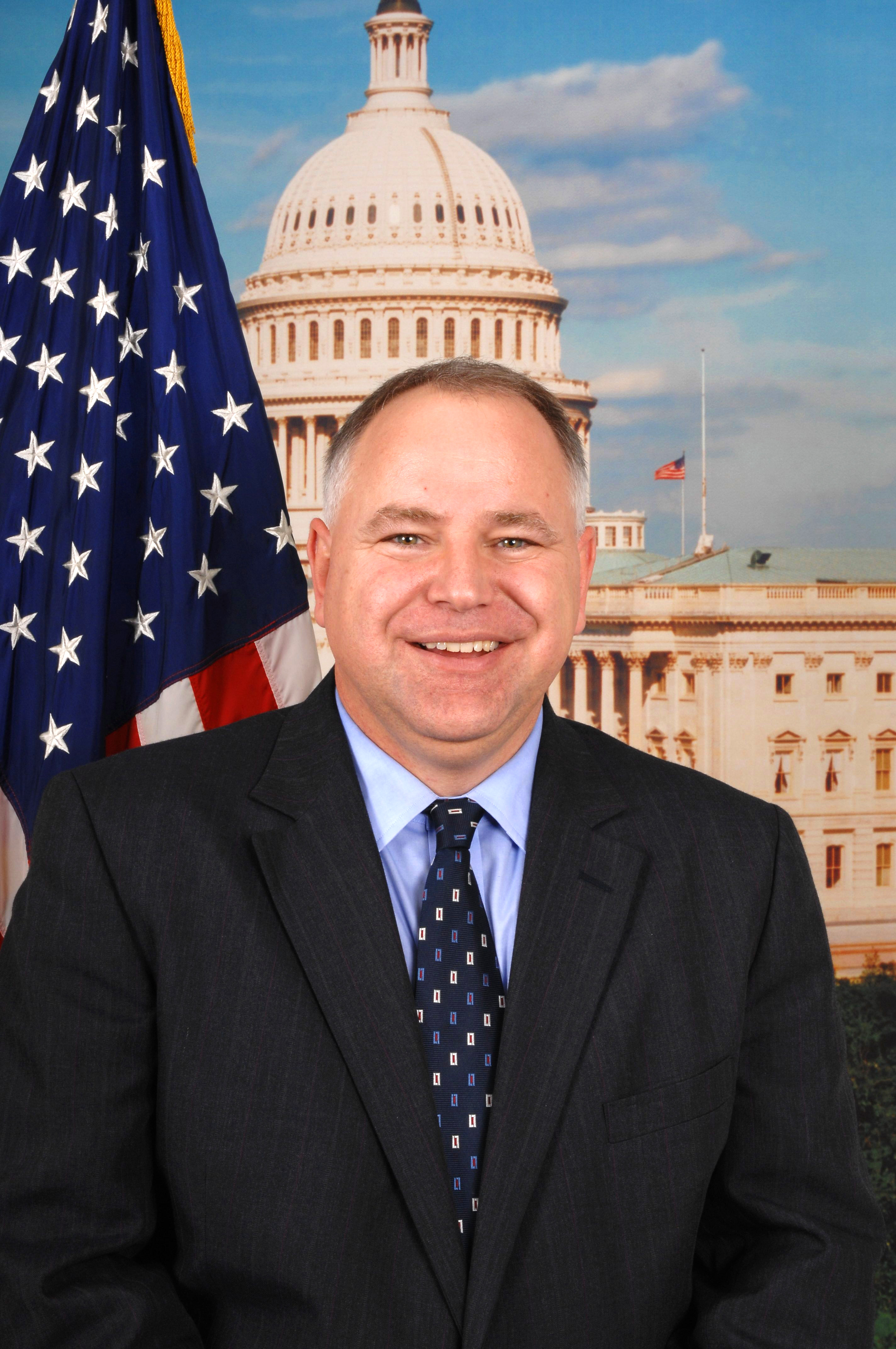
Retrato de Walz como representante en el 110º Congreso en 2006

Tras su juramento, Walz se convirtió en el soldado retirado de mayor rango que haya servido en el Congreso, así como en el cuarto demócrata en representar a su distrito, después de Thomas Wilson (1887-1889), William Harries (1891-1893) y Tim Penny (1983-1995). Walz sirvió en el Comité de Agricultura de la Cámara, el Comité de Asuntos de Veteranos y el Comité de Servicios Armados. Junto con su compañero demócrata de Minnesota Keith Ellison, Walz se opuso al plan del presidente Bush de aumentar los niveles de tropas en Irak en 2007. En su primera semana como legislador, Walz copatrocinó un proyecto de ley para aumentar el salario mínimo, votó a favor de la investigación con células madre, votó a favor de permitir que Medicare negociara los precios de los productos farmacéuticos y expresó su apoyo a las normas presupuestarias de reparto, que exigen que los nuevos gastos o cambios impositivos no aumenten el déficit federal.
Incluso cuando representaba a un distrito que normalmente había votado a los republicanos, los expertos describieron las posiciones políticas de Walz desde moderadas hasta liberales. Votó en contra de la ley para prohibir los servicios de aborto financiados con fondos federales, y para hacer avanzar la Ley del Cuidado de Salud a Bajo Precio fuera de la Cámara. También votó a favor de continuar financiando las operaciones militares en Irak y Afganistán en 2010, y en contra del proyecto de ley TARP de 2008, que compraba activos en problemas a instituciones financieras.
Walz recibió una calificación del 100 % de Planned Parenthood en 2012, de la Unión Estadounidense por las Libertades Civiles en 2011, de la Asociación estadounidense de abogados de Inmigración en 2009-2010, de la AFL-CIO en 2010, de la Hermandad internacional de camioneros en 2009-2010, y de la Organización Nacional de Mujeres en 2007. Por otro lado, recibió calificaciones de un solo dígito por parte de la Unión Nacional de Contribuyentes, Ciudadanos contra el Desperdicio Gubernamental, Estadounidenses por la Reforma Fiscal y FreedomWorks. La Cámara de Comercio de Estados Unidos le otorgó una calificación del 25 % en 2010. Walz fue clasificado como el séptimo miembro más bipartidista de la Cámara durante el 114.º Congreso (y el miembro más bipartidista de Minnesota) en el Índice Bipartidista creado por The Lugar Center y la Escuela McCourt de Políticas Públicas, que clasifica a los miembros del Congreso midiendo con qué frecuencia sus proyectos de ley atraen copatrocinadores del partido opuesto y con qué frecuencia copatrocinan proyectos de ley de miembros del partido opuesto.

## Gobernador de Minnesota

### Elecciones

#### 2018
Walz anunció que se postularía para gobernador después de que Mark Dayton, el entonces gobernador demócrata, decidiera no buscar un tercer mandato. El 6 de noviembre de 2018, Walz fue elegido gobernador, derrotando al candidato republicano, el comisionado del condado de Hennepin, Jeff Johnson.
Durante la campaña, dos suboficiales de alto rango de la Guardia Nacional de Minnesota acusaron falsamente a Walz de inventar hechos sobre su servicio y mentir sobre su rango militar. La acusación sobre su rango militar fue desmentida.

#### 2022
Walz buscó la reelección en 2022. Ganó las primarias demócratas del 9 de agosto y se enfrentó al candidato republicano Scott Jensen en las elecciones generales de noviembre. El 8 de noviembre de 2022, Walz derrotó a Jensen, 52.3 % contra 44.6 %. Aunque a Jensen fue mejor que al oponente de Walz en 2018 y logró avances contra Walz en el Gran Minnesota, no superó la ventaja de Walz en el área metropolitana de Minneapolis-Saint Paul.

### Mandato

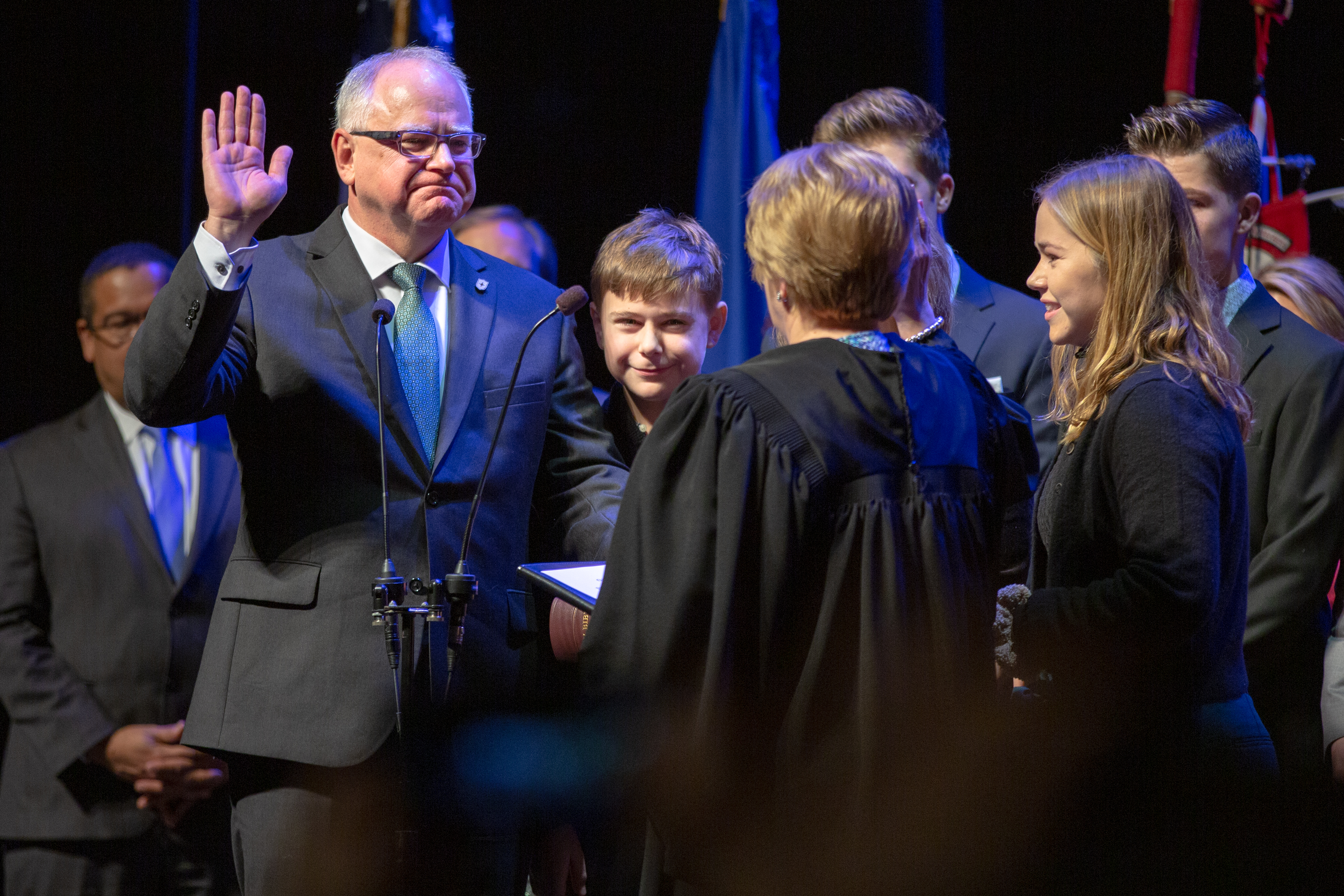
El juramento de Tim Walz como gobernador número 41 de Minnesota con su familia a su lado en 2019

Walz prestó juramento como gobernador de Minnesota el 7 de enero de 2019 en el Teatro Fitzgerald de Saint Paul. Walz prestó juramento junto con la vicegobernadora entrante Peggy Flanagan, el secretario de estado de Minnesota, Steve Simon, la auditora del estado de Minnesota, Julie Blaha, y el fiscal general de Minnesota, Keith Ellison, todos demócratas. Walz habló sobre la reforma educativa y sanitaria en su discurso de toma de posesión.

#### Reforma policial y respuesta a las protestas
El 26 de mayo de 2020, el día después del asesinato de George Floyd, Walz y la vicegobernadora Peggy Flanagan exigieron justicia y calificaron de «perturbador» el vídeo del oficial de policía de Minneapolis Derek Chauvin arrodillado sobre el cuello de George Floyd. Walz explicó: «La falta de humanidad en este inquietante vídeo es repugnante. Obtendremos respuestas y buscaremos justicia».
La respuesta inicial de Walz a las protestas generalizadas tras el asesinato de Floyd fue criticada por opositores políticos y otros grupos. Más tarde respondió al asesinato ordenando a la legislatura de Minnesota que volviera a reunirse para sesiones especiales sobre legislación para la reforma y la rendición de cuentas policiales. Después de que la reforma policial no lograra aprobarse en la primera sesión especial de junio, se celebró una segunda sesión especial en julio. El 21 de julio, la legislatura aprobó una importante legislación de reforma policial. La nueva ley de compromiso incluía una prohibición limitada a la policía de utilizar enganches de sofocación siempre que los agentes no corran un mayor riesgo. Prohibió el antiguo programa de entrenamiento de guerreros, que se consideraba que deshumanizaba a las personas y fomentaba conductas agresivas. Requirió capacitar a agentes del orden público para tratar con personas con autismo o en una crisis de salud mental y capacitación para reducir la tensión en situaciones que podrían volverse volátiles. También creó una unidad especial independiente en la Oficina de detención criminal para investigaciones de encuentros policiales fatales y un consejo asesor de relaciones comunitarias para consultar con la Junta de Capacitación y Estándares de Oficiales de Policía sobre cambios de políticas. Walz promulgó la legislación el 23 de julio.

#### NPVIC
El 24 de mayo de 2023, Walz promulgó un proyecto de ley de asignaciones generales que incluía una sección que unía Minnesota al Pacto Interestatal por el Voto Popular Nacional (NPVIC, por sus siglas en inglés)

#### Sesión legislativa de 2023
La 93° legislatura de Minnesota, en sesión de enero a mayo de 2023, fue la primera legislatura totalmente controlada por el Partido Demócrata-Agrario-Laborista de Minesota desde la 88° Legislatura entre 2013 y 2015. Aprobó varias reformas importantes a la ley de Minnesota, incluida la exigencia de licencia remunerada, la prohibición de los pactos de no concurrencia, la legalización del cannabis, un mayor gasto en infraestructura y cuestiones ambientales, modificaciones impositivas, codificación del derecho al aborto, almuerzos escolares gratuitos universales y la verificación universal de antecedentes de armas. El Star Tribune calificó la sesión como «una de las más importantes» jamás celebradas en Minnesota y Walz la llamó «la sesión más productiva en la historia de Minnesota». Si bien Walz firmó casi toda la legislación aprobada por la legislatura, vetó un proyecto de ley destinado a aumentar el salario de los conductores de viajes compartidos, su primer veto como gobernador, diciendo que no lograba el equilibrio adecuado.

## Posiciones políticas

### Cannabis

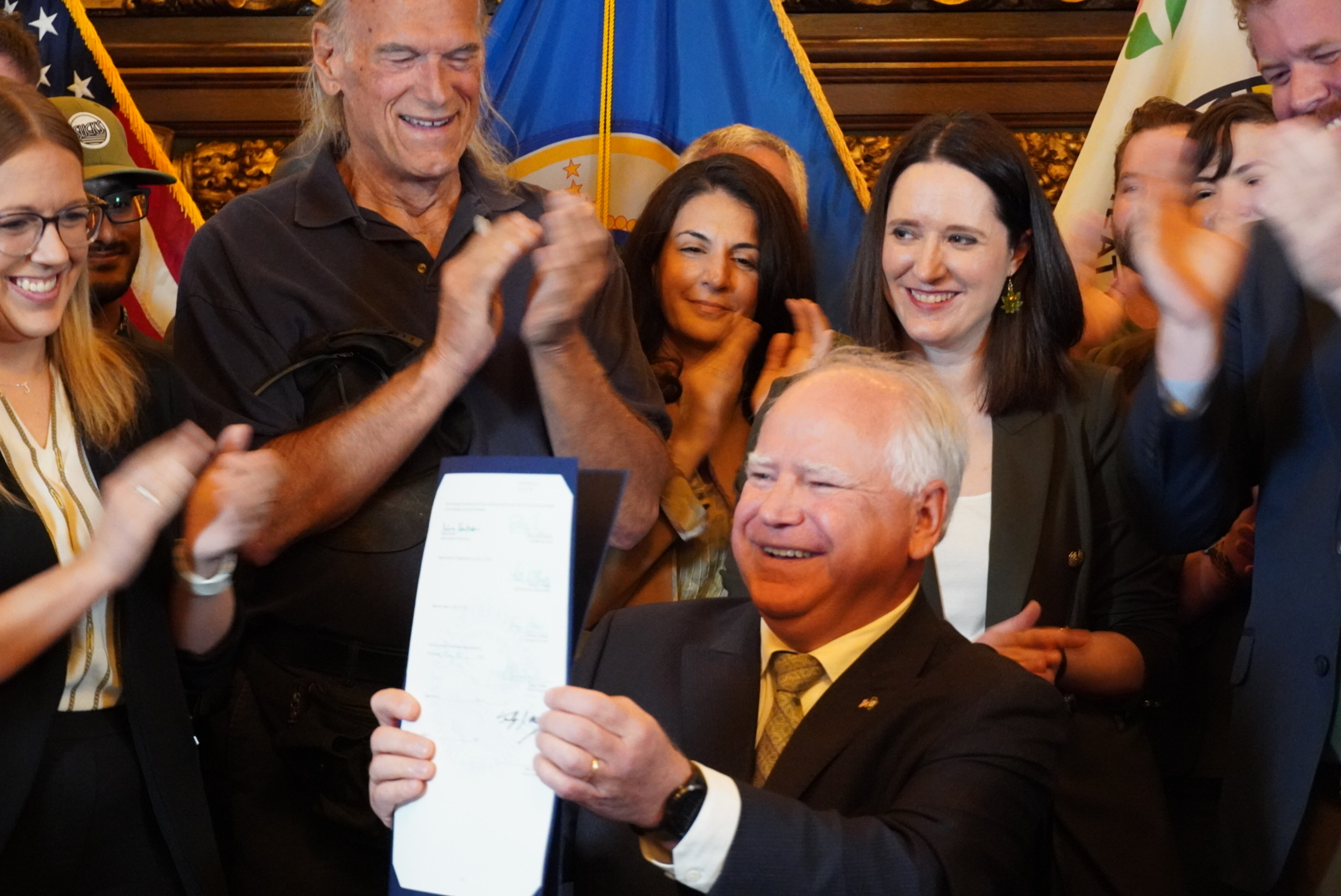
Walz en la ceremonia de firma del House File 100 que legaliza el cannabis recreativo. A él se unió el gobernador número 38 de Minnesota, Jesse Ventura.

Walz abogó por la legalización del cannabis recreativo como gobernador de Minnesota. Como candidato a gobernador en 2017, dijo:

Tenemos una oportunidad en Minnesota de reemplazar la actual política fallida por una que genere ingresos fiscales, genere empleos, genere oportunidades para los habitantes de Minnesota, proteja a los niños de Minnesota y confíe en los adultos para tomar decisiones personales en función de sus libertades personales.
Tim Walz.

En 2022, propuso la creación de una Oficina de Gestión de Cannabis para desarrollar e implementar el «marco regulatorio para el cannabis para adultos» en Minnesota.  El 30 de mayo de 2023, promulgó el House File 100 para legalizar el cannabis recreativo en Minnesota, que entró en vigor el 1 de agosto de 2023.

### Economía
Durante la crisis económica de 2008, Walz se pronunció repetidamente en contra del uso del dinero de los contribuyentes para rescatar a las instituciones financieras. A finales de septiembre votó en contra del proyecto de ley TARP de 700 mil millones de dólares, que compró activos en problemas de estas instituciones. Walz emitió una declaración después de la aprobación del proyecto de ley, diciendo:

El proyecto de ley que votamos hoy pasa la pelota cuando se trata de recuperar las pérdidas que los contribuyentes podrían sufrir. También lamento que este proyecto de ley no haga lo suficiente para ayudar a los propietarios promedio de viviendas, ni proporcione suficiente supervisión de Wall Street.
Tim Waltz.

Por las mismas razones, en diciembre de 2008 votó en contra del proyecto de ley que ofrecía 14 mil millones de dólares en préstamos gubernamentales para arrendar a los grandes fabricantes de automóviles del país. En junio de 2009, Walz presentó una resolución bipartidista en la que pedía al gobierno federal que «renunciara a sus intereses de propiedad temporal en General Motors Company y Chrysler Group, LLC, lo antes posible» y afirmó que el gobierno no debe participar en las decisiones de gestión de esas empresas.

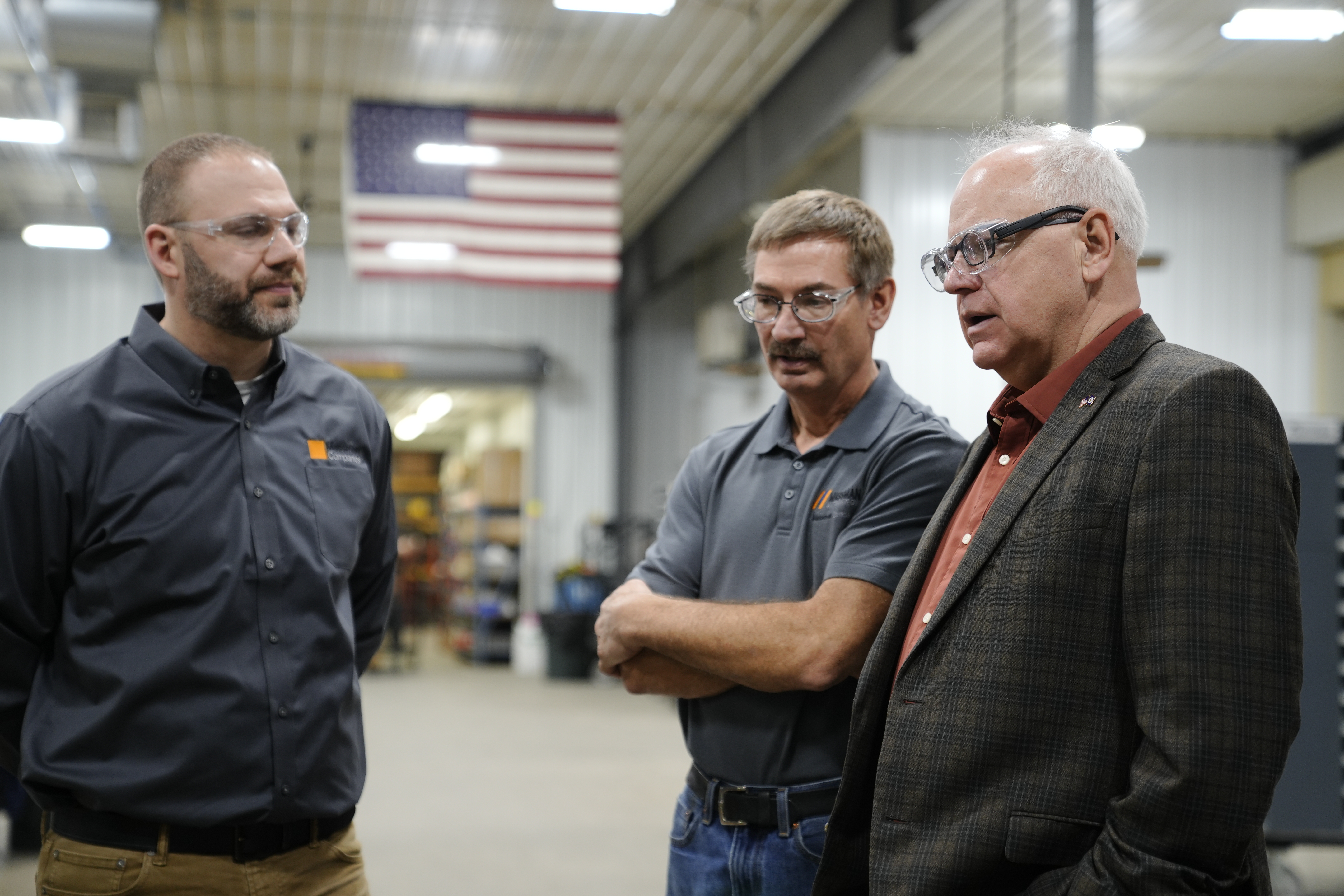
Walz hablando con trabajadores de la planta de fabricación de Massman Automation, febrero de 2024

A pesar de sus votos en contra de los proyectos de ley de rescate que prestaban dinero de los contribuyentes a grandes bancos y fabricantes de automóviles, Walz votó con sus colegas demócratas a favor de la Ley de Reinversión y Recuperación de Estados Unidos de 2009. Como miembro del Comité de Transporte de la Cámara de Representantes, Walz vio el proyecto de ley de estímulo como una oportunidad para trabajar «con sus colegas del Congreso para hacer de la creación de empleo a través de la inversión en infraestructura pública como carreteras, puentes y energía limpia la piedra angular del plan de recuperación económica». Walz se ha centrado en gran medida en cuestiones laborales y económicas importantes para su distrito del sur de Minnesota, que tiene una combinación de empleadores más grandes como la Clínica Mayo junto con pequeñas empresas e intereses agrícolas. En julio de 2009, votó a favor de la Ley de Mejora de la Investigación y la Innovación de las Pequeñas Empresas, que describió como «parte de nuestro plan económico a largo plazo para estimular la creación de empleo alentando a los empresarios estadounidenses a innovar hacia avances tecnológicos revolucionarios». Walz también pidió asistencia para los productores de cerdos y lácteos que lucharon con los precios más bajos de sus productos básicos en 2008 y 2009.

### Educación

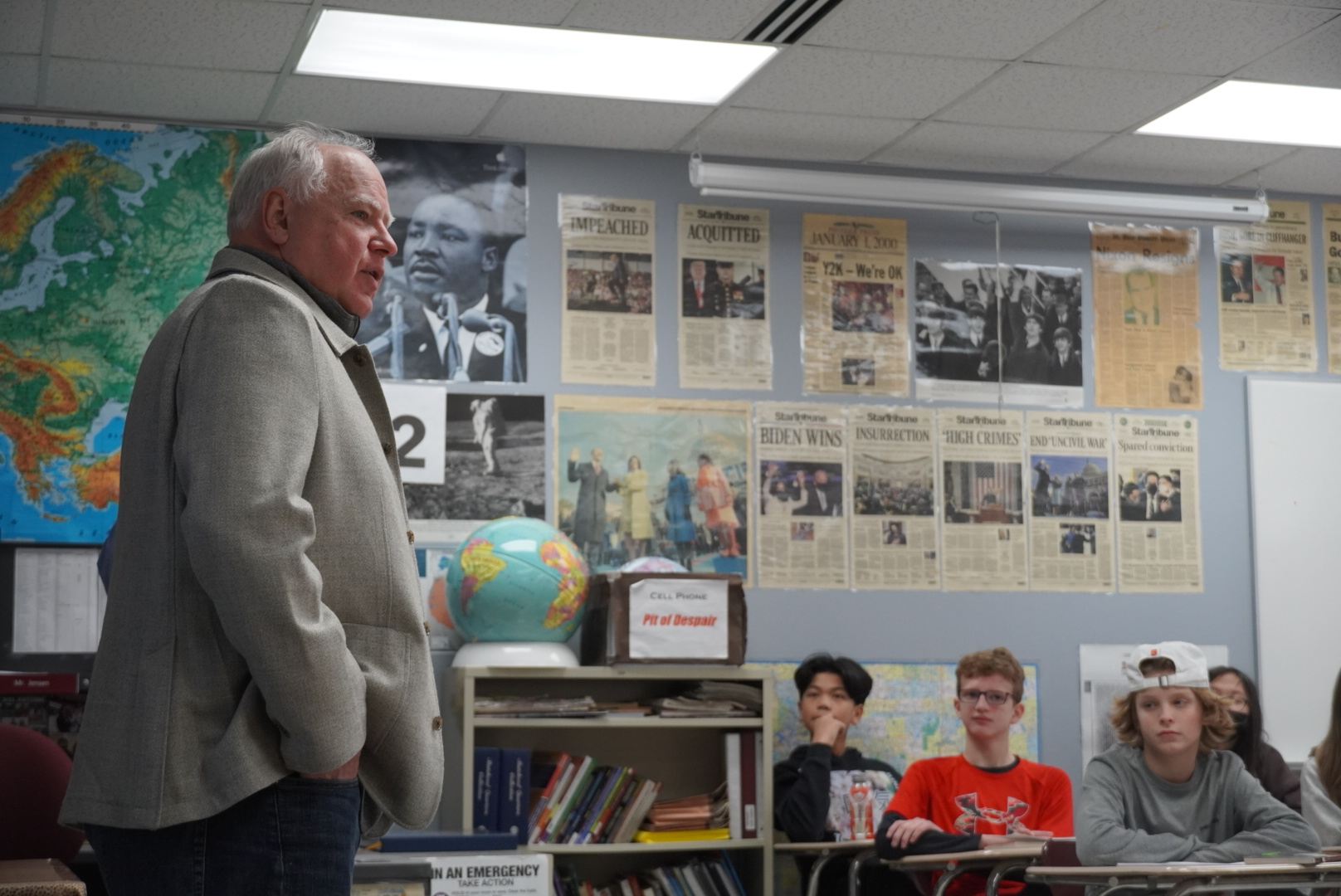
Walz visita la escuela secundaria Lake, noviembre de 2022

Walz fue profesor de escuela pública durante 20 años. Se opone a utilizar el pago por mérito para los docentes. Al votar a favor de la Ley Estadounidense de Recuperación y Reinversión, Walz destacó sus sólidas disposiciones en apoyo de los edificios de escuelas públicas. Tiene constancia de su apoyo a la legislación para reducir los costos de matrícula. En un discurso del 12 de febrero de 2009, dijo que lo más importante que hay que hacer «para asegurar una base sólida para el futuro económico [de Estados Unidos]... es proporcionar la mejor educación posible a los niños [estadounidenses]». Walz ha recibido un fuerte respaldo para estas políticas de muchos grupos de interés, incluida la Asociación Nacional de Educación, la Asociación Estadounidense de Mujeres Universitarias y la Asociación Nacional de Directores de Escuelas Primarias.

### Armas
Mientras estuvo en el Congreso, Walz fue un firme defensor del derecho a poseer armas y recibió el respaldo del Fondo de Victoria Política de la NRA (NRA-PVF) varias veces, recibiendo una calificación A de la organización. Tras el tiroteo en la escuela secundaria Stoneman Douglas de Parkland en 2018, denunció a la NRA en un artículo de opinión del Star Tribune y anunció que donaría el equivalente a todas las contribuciones de campaña que la NRA-PVF le había dado (18 000 dólares) al Fondo Intrepid Fallen Heroes. Como gobernador, Walz expresó su apoyo a la regulación de armas. En 2023, promulgó un proyecto de ley de seguridad pública que establece verificaciones de antecedentes universales y leyes de alerta en Minnesota.

### Derechos LGBT
Walz apoya los derechos LGBTQ, incluidas las leyes federales contra la discriminación por motivos de orientación sexual. En un discurso de 2009, pidió el fin de la política Don't ask, don't tell. Walz votó a favor de la Ley de Prevención de Crímenes de Odio Matthew Shepard y James Byrd Jr. y la Ley de No Discriminación en el Empleo por Orientación Sexual. En 2007, recibió una calificación del 90% de la Human Rights Campaign, la organización de derechos LGBT más grande del país. En 2011, Walz anunció su apoyo a la Ley de Respeto al Matrimonio. Como gobernador, Walz ha firmado una serie de proyectos de ley que apoyan a la comunidad LGBTQ. En 2023, firmó un proyecto de ley que prohibía la práctica de la terapia de conversión y otro que protegía la atención de afirmación de género en Minnesota.

### Guerra entre Israel y Hamás
Walz condenó los ataques de Hamás del 7 de octubre en Israel y ordenó que las banderas se bajaran a media hasta en los días siguientes. Después de las primarias presidenciales demócratas de Minnesota de 2024, en las que el 19 % de los votantes emitieron votos «no comprometidos», Walz adoptó una actitud comprensiva hacia quienes lo hicieron para protestar por el manejo de la guerra en Gaza por parte del presidente Biden, calificándolos de «cívicamente comprometidos».
Sobre las protestas contra la financiación estadounidense de la guerra en Gaza, Walz dijo:

Esta cuestión es una crisis humanitaria. Tienen todo el derecho a ser escuchados... Esta gente está pidiendo un cambio de rumbo, está pidiendo más presión. Se pueden sostener cosas contrapuestas: que Israel tiene derecho a defenderse y que las atrocidades del 7 de octubre son inaceptables, pero que los civiles palestinos estén atrapados en esto... tiene que terminar.
Tim Waltz.

.
Walz también dijo que apoya un alto el fuego en Gaza.

### Veteranos

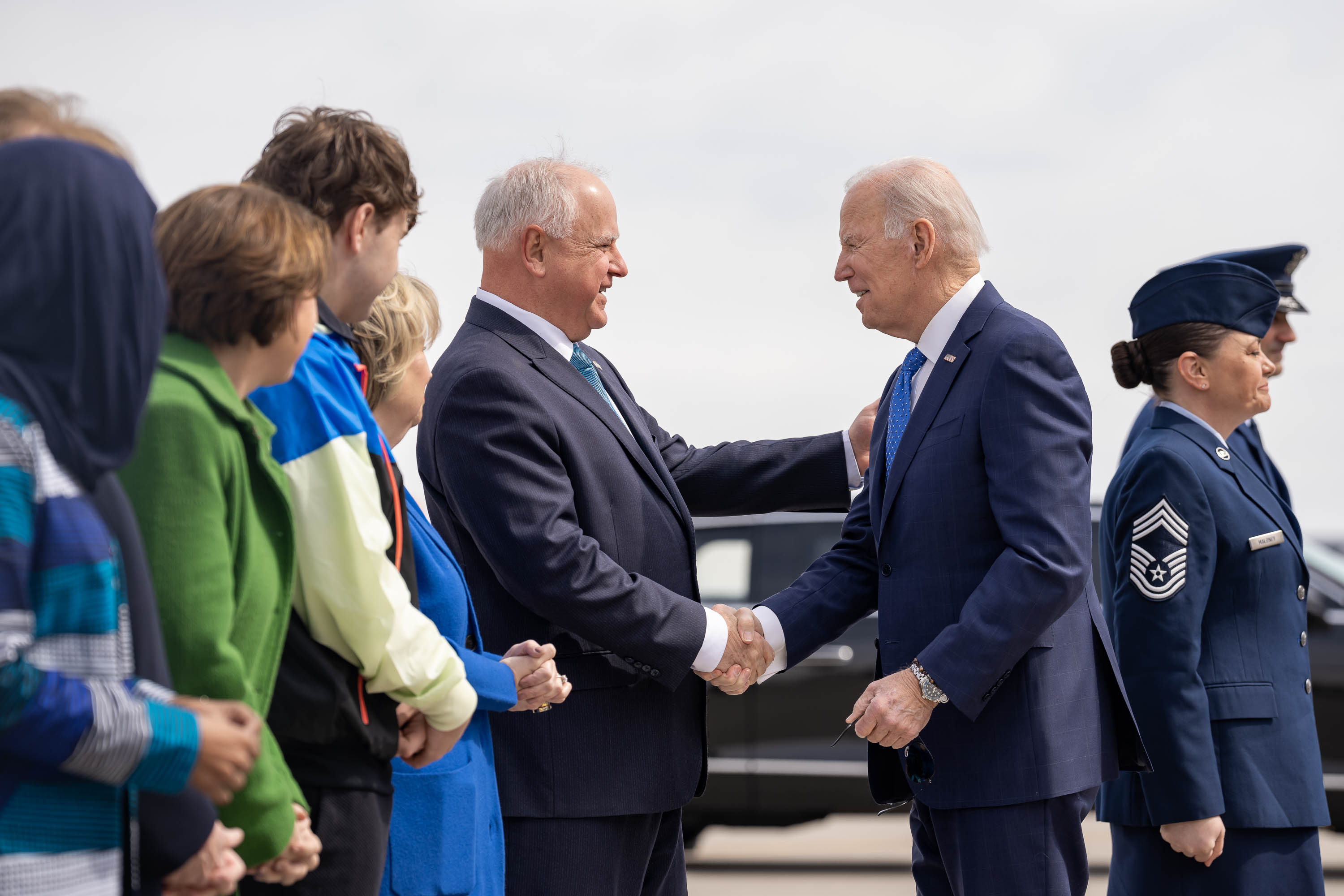
Walz saludando al presidente Joe Biden, 2023

Después de haber servido 24 años en la Guardia Nacional del Ejército, como estudiante de primer año en el Congreso, Walz recibió una rara membresía en el tercer comité cuando fue asignado al Comité de Asuntos de Veteranos de la Cámara de Representantes. Walz ha defendido mejores beneficios para veteranos desde que asumió el cargo en 2007. En mayo de ese año, la Cámara aprobó por unanimidad su «Ley de Centros de Lesiones Cerebrales Traumáticas» para establecer cinco centros en todo el país para estudiar las lesiones cerebrales traumáticas y desarrollar modelos mejorados para el cuidado de los veteranos que sufren dichas lesiones.
Walz también apoyó el GI Bill de 2008, que amplió los beneficios educativos para los veteranos y, en algunos casos, les permitió transferir beneficios educativos a sus familiares. En 2009, Walz pronunció el discurso de apertura en la Convención Nacional de la Legión Americana en Louisville. Habló sobre la necesidad de que el VA y el Departamento de Defensa trabajen juntos para garantizar que los hombres y mujeres que regresan al servicio «no queden desapercibidos cuando hagan la transición a la vida civil».
Walz fue el patrocinador principal de la Cámara de Representantes de la Ley Clay Hunt de Prevención del Suicidio para Veteranos Estadounidenses, que ordena a la Administración de Veteranos informar sobre la atención de salud mental de los veteranos y los programas de prevención del suicidio. También otorga permiso al VA para ofrecer incentivos a los psiquiatras que acepten unirse al sistema médico del VA.

### Igualdad
Walz apoya el derecho al aborto y tiene una calificación del 100 % de Planned Parenthood. El Comité Nacional por el Derecho a la Vida le dio una calificación de cero. A principios de 2009, Walz votó a favor de la Ley de Pago Justo de Lilly Ledbetter.